# Hexatoma (Eriocera) perlunata
Hexatoma (Eriocera) perlunata is een tweevleugelige uit de familie steltmuggen (Limoniidae). De soort komt voor in het Oriëntaals gebied.